# صورت جوهری
صورت جوهری (انگلیسی: Substantial form)، موجب امتیاز شیء، از اشیاء دیگر است.

## صورت
صورت در اصطلاح فیلسوفان مقابل ماده است و آن چیزی است که شیء مطلقاً توسط آن متمایز می‌شود.
صورت به دو معنی آمده‌است: یکی طبیعت مشترک بین افراد یک نوع، از این جهت که قائم به خود و مستقل از افراد مندرج در خود است. این صورت جوهری یا تام است، مثل صورت انسان، یا ناقص است، مثل صورت جنین، پیش از ضم نفس ناطقه به آن. دوم به معنی طبیعت اشیاء مفرد، از این جهت که دارای وحدت حقیقی مرکب از مجموع خواص معقول است.

## جوهر
همه تجلیات پیاپی ای که تشابه دارند، در حقیقت یکی هستند، اما اگر آن‌ها را تجلیات انفرادی بدانیم، بسیار می‌نمایند.
این قضیه با ماده اول، یعنی (هیولی) نمایش داده شده‌است، متذکر شدن ماده اول را در تعریف هر صورت جوهری (substantial Form) مثلاَ:
1. (جسم) جوهری است که مشمول «مقدار» می‌شود.
2. (نبات) «جسمی است که رشد می‌کند»،
3. (حجر) «جسمی است معدنی، سنگین، بی صدا»،
4. (حیوان) «جسمی است که رشد می‌کند، حس دریافت دارد، و بنابر این حرکت می‌کند»،
5. (انسان) «حیوان معقول است». با این روش، جوهر را جسمی تعریف کردید،

در نتیجه اگر همه را ردیابی کنید، به حقیقت واحدی برمی‌گردید که «جوهر» است و پدیده «خلق جدید».
در نظر متکلمین، جوهر عبارت است از جوهر فرد در مکان (متحیز) که تقسیم نمی‌پذیرد، اما شیء تقسیم‌پذیر را آنها جسم می‌نامیدند نه جوهر.

## صورت جوهری
صورت جوهری را در هر یک از انواع، «صورت نوعیه» می‌نامند. صورت نوعیه جوهر بسیطی است که وجود آن بدون وجود محل فعلیت نمی‌یابد.

## ارسطو
ارسطو هستی‌ها (entities) را «اوسیا» (ذات الهی) می‌نامد، و نقش صورت جوهری، به معنای جوهر نخستین و در مرحله فعلیت را روشن ساخته‌است.

## لایب نیتس
لایب نیتس گوید: طبیعت جسم فقط مرکب از امتداد، یا حجم و شکل و حرکت نیست، بلکه مرکب از چیزی شبیه نفس است که صورت جوهری نامیده می‌شود.

## فلسفه مشاء
مشّائین معتقدند که جسم طبیعی مرکّب است، معتقدند که جرم اتصالی و صورت جوهری ممتد و کشش دار که صورت جسمیّه نیز خوانده می‌شود تمام حقیقت جسم طبیعی نیست، نیمی از حقیقت آن است.
جسم طبیعی مجموع مرکب از هیولی و صورت جسمیه است، و آن را جرم اتصالی و واقعیّت ممتدّ و کشش‌دار می‌خوانیم به منزله پوششی است که یک واقعیّت دیگر آن را به خود گرفته‌است که ما آن واقعیّت را هیولی می‌نامیم.

## تحول
تحول یا جهش (Mutation) عبارت از تغییری است که به اشخاص و اشیاء تعلّق می‌گیرد. جهش بر دو نوع است: جهش در جوهر و جهش در اعراض.
جهش جوهری عبارت است از پیدایش صورت جوهری تازه‌ای در پی صورت قدیم مانند دگرگونی بدن حیوان زنده به جثه مرده بعد از مرگ و تغییر جوهری آب، هنگام تجزیه آن به اکسیژن و هیدروژن.